# Томарс, Иосиф Семёнович
Ио́сиф Семёнович То́марс (настоящее имя Иосиф-Бер, иногда выступал под псевдонимом Осипов 1 августа [13 августа] 1867, Санкт-Петербург — 26 сентября 1934, там же) — оперный певец (лирический тенор) и вокальный педагог.

## Биография
В 1889 году окончил Петербургскую консерваторию (класс Станислава Габеля), после чего стал выступать на сцене Тифлисского казенного оперного театра (до 1890), а в 1890—1891 годах в московском императорском Большом театре. С 1887 года с большим успехом пел в концертах Русского Музыкального Общества, также выступал в ученических спектаклях (оперный класс Осипа Палечека). В 1891—1892 годах гастролировал в Италии (Падуя, Неаполь, Парма, Пиза, Венеция). В 1892—1894 годах выступал в Вильно, Риге, Минске, Киеве, Одессе, Харькове, Екатеринбурге, Челябинске. В 1894—1896 годах — солист петербургского Панаевского театра. В 1894—1895 годах гастролировал в Германии и Австрии (Вена). С 1896 года по приглашению С. И. Мамонтова на протяжении нескольких сезонов выступал в Московской русской частной опере; в составе этой труппы гастролировал в Нижнем Новгороде (лето 1896), Петербурге (1898, партии Царя Берендея и Индийского гостя). Не порвав окончательно со сценой, он в последние годы (с 1913) отдался педагогической деятельности. В 1902—1923 годах давал частные уроки пения. В 1907—1917 годах преподавал в Петровском коммерческом училище, в 1923—1934 годах вёл класс сольного пения в Ленинградской консерватории (с 1923 — профессор, а с 1928 года — художественной руководитель Оперной студии). Среди его учеников: Александр Брагин, Евгений Виттинг, Оскар Камионский, Лидия Липковская, З. Аббакумов, Михаил Александрович, К. Арсеньев, М. Бойко, И. В. Васильев, А. Зданович, Василий Луканин, А. Модестов, Георгий Нэлепп, Г. Орлов, Е. Прокофьев, А. Ребане, П. Г. Тихонов, Ефрем Флакс, Борис Фрейдков, Николай Чесноков, И. Шашков, Исай Дворищин.
Записывался на грампластинки в Петербурге («В. И. Ребиков», 1903, 1904; «Лирофон». 1905; «Колумбия», 1907).
Дочь певца — Д. Томарс, вокальный педагог, руководитель вокальной студии Ленинградского ДК имени М. Горького.

## Оперные партии
- «Снегурочка» Римского-Корсакова — Берендей
- «Садко» Римского-Корсакова — Индийский гость
- «Царская невеста» Римского-Корсакова — Елисей Бомелий
- «Фауст» Гуно — Фауст
- «Кармен» Бизе — Хозе
- «Риголетто» Верди — Герцог Мантуанский
- «Бал-маскарад» Верди — Ричард, граф Уорик
- «Севильский цирюльник» Россини — Граф Альмавива
- «Лесной царь» Сука — Ярош (1-й исполнитель)
- «Борис Годунов» Мусоргского — Самозванец
- «Евгений Онегин» Чайковского — Ленский